# Alida Lütkemann
Gerarda Alida (Alida) Lütkemann (Amsterdam, 7 februari 1869 - Bussum, 29 mei 1942), gehuwde namen Oldeboom en Loman, was een Nederlands concert- en liedzangeres met het stemtype sopraan.

## Biografie
Zij was dochter van kantoormedewerker Heinrich Friedrich Lütkeman en Anna Elisabeth Schmidt. Nadat ze door haar leraressen op de lagere school op haar zangtalent opmerkzaam was gemaakt, besloot ze het toelatingsexamen af te leggen bij het Amsterdamsch Conservatorium. Na toelating volgde ze de studie van eind jaren 1880 tot begin jaren 1890. Hierna volgde ze vijf jaar zangles van Johannes Messchaert. Daarnaast gaf ze verschillende optredens en maakte ze deel uit van de zangvereniging Amicitiae. In augustus 1892 huwde ze arts Johan Nicolaas Oldenboom.
Na het conservatorium ging ze naar Parijs voor les van achtereenvolgens Mathilde Marchesi, Marie Trélat en Fanny Lépine. Vervolgens kreeg ze les van François-Auguste Gevaert, de directeur van het Koninklijk Conservatorium in Brussel.
Vanaf 1892 trad ze gedurende drie decennia meer dan vijfenzeventig keer op als soliste bij het Concertgebouworkest onder dirigenten als Willem Kes en Willem Mengelberg, en ook onder Edvard Grieg (13 februari 1897, een Griegavond). Daarnaast stond ze op allerlei andere podia, zoals in het Paleis voor Volksvlijt en met het Utrechtsch Stedelijk Orkest. Ze gaf ook optredens in België en Frankrijk, onder meer met Charles-Marie Widor. In Amsterdam had ze een lespraktijk.
In november 1904 scheidde ze van Oldenboom en in augustus 1906 hertrouwde ze met de componist Abraham Dirk Loman. Met hem vertrok ze voor een tournee naar Nederlands-Indië. Ze trad op in Sumatra en Celebes en doorkruiste Java drie maal. Haar man trad hierbij naar voren als impresario, als begeleiders traden op Evert Cornelis (dan net afgestudeerd) en Teresita Carreno. Vervolgens ging ze naar Australië en Nieuw-Zeeland. Bij elkaar gaf ze tijdens deze reis 118 optredens. In 1908 keerde het paar terug in Nederland. Hierna trad zij opnieuw in Nederland op, waaronder op 29 juni 1912 tijdens de première van (delen van) het oratorium Hanneke’s Hemeldroom dat door haar man was gecomponeerd en uitgevoerd werd in de Stadsschouwburg Amsterdam onder leiding van Willem Mengelberg. Er volgden steeds samenwerkingen met het Concertgebouworkest, met onder anderen Jan van Gilse (zijn Symfonie nr. 3) en opnieuw Willem Mengelberg (zeven keer de symfonie nr. 4 van Gustav Mahler).
Op 27 maart 1921 gaf ze haar laatste optreden met een uitvoering van Faust van Goethe in een vertaling van Carel Steven Adama van Scheltema met muziek van Alphons Diepenbrock in de Amsterdamse Stadsschouwburg.
Zij nam afscheid in haar actieve periode op 52-jarige leeftijd zodat het publiek haar zou blijven herinneren op een manier die "in een volkomen overeenstemming zou zijn met dat, wat zij eens de Nederlandsche muziekwereld schonk." Ze ging wel door met lesgeven.
Loman-Lütkemann overleed op 29 mei 1942 in Bussum op 73-jarige leeftijd. Haar man overleed twaalf jaar later, op 17 september 1954 in Amsterdam op 85-jarige leeftijd. Zij hadden een zoon Johannes Reinoud Abraham Loman (1908-1976), die indoloog werd.